# Доманевский, Владимир Викторович
Влади́мир Ви́кторович Домане́вский (бел. Уладзімір Віктаравіч Даманеўскі; род. 14 февраля 1960, Дзержинск, Минская область, Белорусская ССР, СССР) — белорусский политический и государственный деятель, председатель Могилёвского облисполкома (2014—2019).

## Биография
Владимир родился 14 февраля 1960 года в г. Дзержинске Минской области. В 1983 году окончил Белорусский институт механизации сельского хозяйства, в 1998 — Академию управления при Президенте Республики Беларусь.
Трудовую деятельность начал в 1982 году, как инженер-радиомеханик на Дзержинской бройлерной птицефабрике. В 1984—1988 годах работал директором станции юных техников в Дзержинске, с 1990 года — инструктором организационного отдела Дзержинского горкома КПБ. В 1990-1998 гг. был заведующим отделом по делам молодежи Дзержинского городского исполнительного комитета, а потом — Дзержинского районного исполнительного комитета.
В 1998—2006 гг. работал в Минском областном исполнительном комитете, как:
- главный специалист управления организационно-кадровой работы
- инспектор главного управления кадров
- заместитель начальника управления
- заведующий организационным отделом главного управления организационно-кадровой работы
- заместитель председателя комитета по сельскому хозяйству и продовольствия

## Деятельность на государственных должностях
С 2006 года работал инспектором по Минской области инспекторского отдела Аппарата Совета Министров Республики Беларусь. В 2009—2013 гг. — председатель Слуцкого райисполкома. С 2013 года — помощник Президента Республики Беларусь и главный инспектор по Гродненской области. 
27 декабря 2014 Президент Беларуси Александр Лукашенко назначил Владимира Доманевского председателем Могилёвского областного исполнительного комитета.
22 января 2015 года назначен членом Совета Республики Национального собрания Республики Беларусь пятого созыва.
26 апреля 2017 года, во время мероприятий, посвящённых годовщине аварии на ЧАЭС, председатель Могилёвского облисполкома Владимир Доманевский, отметил, что за 31 год государством проведена огромная работа по ликвидации последствий чернобыльской аварии, а также заявил, что жизнь в пострадавших районах «постепенно налаживается»:
Принимаемые на уровне государства меры дают положительный результат. Первое и самое главное в этой работе — создать условия для безопасного проживания людей. Ежегодно население, проживающее в пострадавших регионах, проходит углубленное медицинское обследование, совершенствуется материально-техническая база учреждений здравоохранения, налажена действенная система оздоровления и санаторно-курортного лечения, что позволяет сохранить положительные тенденции в демографической ситуации. К примеру, в Костюковичском, Краснопольском, Славгородском, Быховском и Чериковском районах в прошлом году показатель рождаемости превысил среднеобластной показатель
По словам Доманевского, обновлена производственная и социальная инфраструктура пострадавших районов. «Значительные средства направлены на газификацию, строительство жилья, дорог, систем водоснабжения и другой инфраструктуры.
В 2017 году председатель партийного комитета провинции Хунань Ду Цзяхао и председатель Могилёвского облисполкома Владимир Доманевский осуществили взаимные визиты, которые вывели отношения между регионами на новый уровень. Стал наблюдаться рост торгово-экономичного сотрудничества. Электробусы из Китая были переданы Могилёву в середине 2017 года и начали обкатку по могилёвским улицам в декабре 2017 года. В свою очередь, могилевские городские власти намерены приобрести в 2018 году ещё два электробуса белорусского производства.
20 марта 2019 года Председателям Витебского областного исполнительного комитета Николаю Шерстневу и Могилёвского областного исполнительного комитета Владимиру Доманевскому был объявлен выговор за необеспечение выполнения поручения президента Беларуси о своевременной выплате заработной платы. По данным на январь 2019 года, средняя заработная плата в Витебской области составляла 830 рублей, а в Могилёвской — 817,3 рубля. Самым «бедным» районом стал Шарковщинский Витебской области — 579,3 рубля. Недалеко ушёл и Мстиславский район в Могилёвской области — 580,9 рубля.
26 марта 2019 года Александр Лукашенко был в Могилевской области и посетил молочно-товарный комплекс «Слижи» ОАО «Амкодор-Шклов», которое входит в структуру агрохолдинга «Купаловское». После докладов, он решил пройти по территории хозяйства, лично ознакомился с условиями содержания крупного рогатого скота и состоянием производственных помещений. В результате своих должностей лишились высокие чиновники: губернатор Могилёвской области Владимир Доманевский, председатель Шкловского райисполкома Василий Витюнов, помощник президента по Могилевской области Геннадий Лавренков.

## Награды
- Медаль «МПА СНГ. 25 лет» (27 марта 2017 года, Межпарламентская ассамблея СНГ) — за заслуги в деле развития и укрепления парламентаризма, за вклад в развитие и совершенствование правовых основ функционирования Содружества Независимых Государств, укрепление международных связей и межпарламентского сотрудничества[11]